# Jan Dąbrowski (architekt)

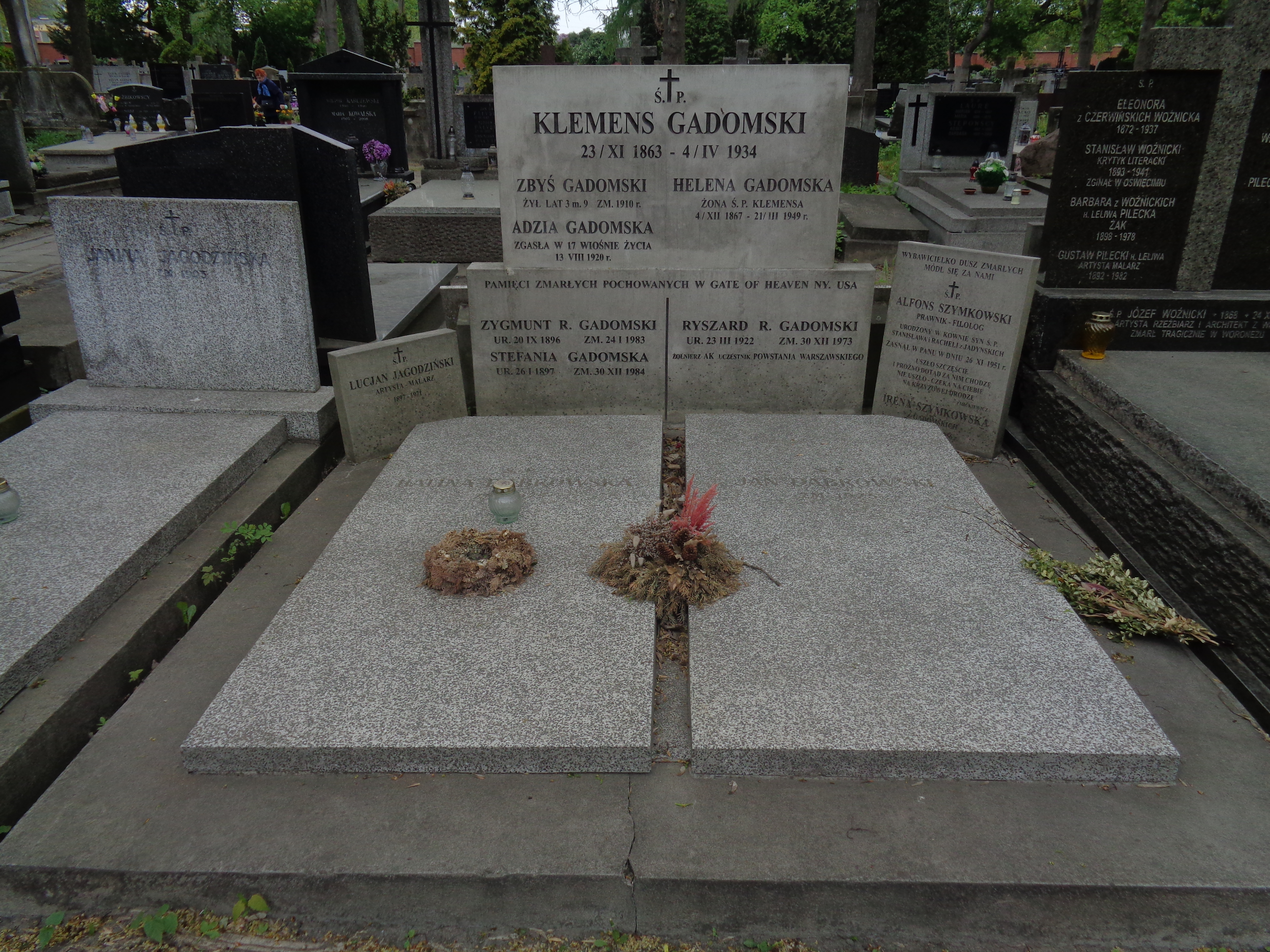
Grób Haliny i Jana Dąbrowskich na cmentarzu Powązkowskim w Warszawie

Jan Dąbrowski (ur. 15 stycznia 1888 w Tarnawce, zm. 5 października 1975 w Warszawie) – polski architekt i konserwator.

## Życiorys
Syn Karola i Stanisławy z Zawadzkich. Studiował w Cesarskiej Akademii Sztuk Pięknych w Petersburgu. Od 1919 pracował w warszawskiej Dyrekcji Robót Publicznych, od 1921 był konserwatorem Zamku Królewskiego, Łazienek i Belwederu. Współpracował z Marianem Lalewiczem, razem z którym po wybuchu II wojny światowej opracował w konspiracji w czasie okupacji niemieckiej projekt odbudowy gmachu Towarzystwa Kredytowego Ziemskiego i innych zabytkowych budowli warszawskich zniszczonych podczas obrony miasta we wrześniu 1939. 
W 1945 został inspektorem w Wydziale Architektury Zabytkowej Biura Odbudowy Stolicy. Kierował pracami przy odbudowie pałacu Na Wyspie i Belwederu. W 1949 opracował pierwszy projekt odbudowy Zamku Królewskiego. W latach 1954–1966 był konserwatorem zabytków miasta stołecznego Warszawy. Wchodził w skład Komisji Architektoniczno-Konserwatorskiej Zamku Królewskiego.
W latach 1948–1955 według jego projektów odbudowane zostały m.in. pałace Tyszkiewiczów i Uruskich, budynek Obserwatorium Astronomicznego Uniwersytetu Warszawskiego oraz kilka kamienic na Starym Mieście. Zaprojektował również wiele domów jednorodzinnych, m.in. na Czerniakowie, Mokotowie, Wierzbnie, Żoliborzu i Saskiej Kępie. 
Publikował artykuły na łamach „Skarpy Warszawskiej“, „Stolicy“ i „Ochrony Zabytków“.
Został uhonorowany Nagrodą Miasta Stołecznego Warszawy. 
Zmarł w Warszawie, pochowany na cmentarzu Powązkowskim w Warszawie (kwatera 135-1-27,28).

## Ordery i odznaczenia
- Krzyż Oficerski Orderu Odrodzenia Polski[6]
- Złoty Krzyż Zasługi (11 lipca 1955)[7]